# Prodasineura hanzhongensis
Prodasineura hanzhongensis – gatunek ważki z rodziny pióronogowatych (Platycnemididae). Znany tylko z miejsca typowego w południowej części prowincji Shaanxi w Chinach.